# 경찰 계급
경찰 계급은 경찰관의 계급을 나타낸다. 계급과 직위는 다르나, 계급에 따라 직위가 결정된다.

## 벨기에
- Hoofdcommissaris (최고 감독관 계급)
- Commissaris (감독관 계급)
- Hoofdinspecteur (최고 검열관 계급)
- Inspecteur (검열관 계급)
- Agent van Politie (지원 계급)

## 대한민국
- 치안총감
- 치안정감
- 치안감
- 경무관
- 총경
- 경정
- 경감
- 경위
- 경사
- 경장
- 순경

## 일본
- 경시청장관
- 경시총감
- 경시감
- 경시장
- 경시정
- 경시
- 경부
- 경부보
- 순사부장
- 순사장
- 순사

## 미국
미국의 경찰 계급 체계는 자치적인 성격(각 주정부는 독립성이 있지만 외교권과 국방권은 없음. 주 경찰은 한국과 달리 행정자치부의 산하 독립 외청이 아닌 연방정부의 부처와 유사함)에 따라 한국과 비슷할 수도 있고 다를 수도 있다. 대한민국 경찰에는 없는 계급인 '경무총장'과 '경무사', '경령'으로 번역하였다. 또한 미국 경찰의 형사는 보통 순경 중에서도 아주 고참급이거나 보통 경장 ~ 경사급이 주를 이룸으로 경장과 경사 사이에 두었다.
- 경무총장 (Chief of Police/Police Commissioner/Superintendent/Sheriff)
- 치안총감 (Deputy Chief of Police/Deputy Commissioner/First Deputy Superintendent/Under Sheriff)
- 치안정감 (Assistant Chief of Police, Assistant Commissioner, Deputy Superintendent, Assistant Sheriff)
- 치안감 (Deputy Assistant Chief of Police, Deputy Assistant Commissioner, Assistant Superintendent, Associate Sheriff)
- 경무사 (Commander, Chief Deputy Sheriff)
- 경무관 (Colonel, Inspector)
- 총경 (Lieutenant Colonel, Deputy Inspector)
- 경령 (Major)
- 경정 (Staff Captain)
- 경감 (Captain)
- 경위 (Lieutenant)
- 경사 (Sergeant, Staff Sergeant, Master Sergeant, Sergeant Major)
- 형사 (Detective I/II/III, Inspector)
- 경장 (Senior Patrol Officer, Senior Police Officer, Senior Lead Officer, Deputy First Class, Trooper First Class)
- 순경 (Patrol Officer, Police Officer, Deputy Sheriff, Trooper)
- 순경시보 (Probationary Patrol Officer, Probationary Police Officer, Deputy Sheriff Bonus, Probationary Trooper)
- 경찰교육생[Police Academy] (Recruit, Cadet, Trainee, Student Deputy, Deputy Sheriff Generalist)

## 같이 보기
- 경찰청(동음이의 문서)
- 대한민국 경찰청
- 대한민국 경찰 계급
- 군대 계급